# Montparnasse-Bienvenüe
Montparnasse-Bienvenüe è una stazione delle linee 4, 6, 12 e 13 della metropolitana di Parigi.

## La stazione

### Storia
Montparnasse è stata una stazione d'interconnessione tra la linea 4, che inizialmente apparteneva alla Compagnie du chemin de fer métropolitain de Paris (CMP), e la 12, allora di proprietà della Société du chemin de fer électrique souterrain nord-sud de Paris. Essa è ubicata al di sotto del boulevard du Montparnasse all'ingrresso della vecchia stazione di Montparnasse. La stazione Bienvenüe fu intitolata al maggior promotore della metropolitana di Parigi, Fulgence Bienvenüe ed è ubicata dietro la stazione di Montparnasse. Essa assicura l'interconnessione fra le linee 6 e 13 odierne.
Alla fine degli anni Trenta, le stazioni Montparnasse e Bienvenüe erano collegate da un lungo corridoio sotterraneo. Esse vennero inglobate in una sola stazione chiamata Montparnasse-Bienvenüe il 6 ottobre 1942. Fu in quel periodo che venne aperta la stazione Maine che divenne origine e terminale dei treni delle grandi linee. La vecchia stazione, divenuta troppo corta e stretta, venne adibita al traffico con le periferie e i comuni confinanti prima di essere demolita per far posto alla costruzione della torre Montparnasse. Oggi l'intero traffico viene smaltito dalla nuova stazione di Montparnasse.
Le linee 4 e 12 sono ubicate a nord sotto la piazza "18 giugno 1940", mentre le linee 6 e 13 si trovano a sud nei pressi della porte Océane, a fianco della stazione SNCF.
Nel 2002, un marciapiede mobile sperimentale, il più veloce al mondo funzionante a 12 km/h ma successivamente regolato a 9, è stato installato per collegare la stazione SNCF e le linee 6 e 13 da una parte e 4 e 12 dall'altra, su una distanza di 185 metri. Dopo un periodo di prova inframmezzato da soste, il tappeto è funzionante ma spesso guasto.
Ogni giorno più di 110 000 viaggiatori transitano per la stazione; nel 2004 la stazione è stata la quarta stazione più frequentata della metropolitana di Parigi, con un traffico annuo di 29,46 milioni di passeggeri.

### Accessi
- Porte Océane: accesso diretto alla stazione SNCF, scale e scale mobili;
- piazza Bienvenüe: una scala al civico 2;
- torre Montparnasse: una scala in piazza Raoul Dautry (fra la torre e la stazione);
- boulevard Montparnasse: una scala al 59 bis, due scale ai numeri 71 e 73;
- rue du Départ: una scala e una scala mobile al numero 1, accesso diretto al sottosuolo del centro commerciale.

## Interscambi
Gli interscambi con gli autobus sono localizzati in due punti diversi:
- Place du 18 juin 1940: bus 28, 58, 82, 89, 91, 92, 94, 95, 96;
- stazione Montparnasse:
  - bus 28, 58, 91, 92, 94, 95, 96;
  - bus Optile - pullman Air France 1, 4.

## Galleria d'immagini

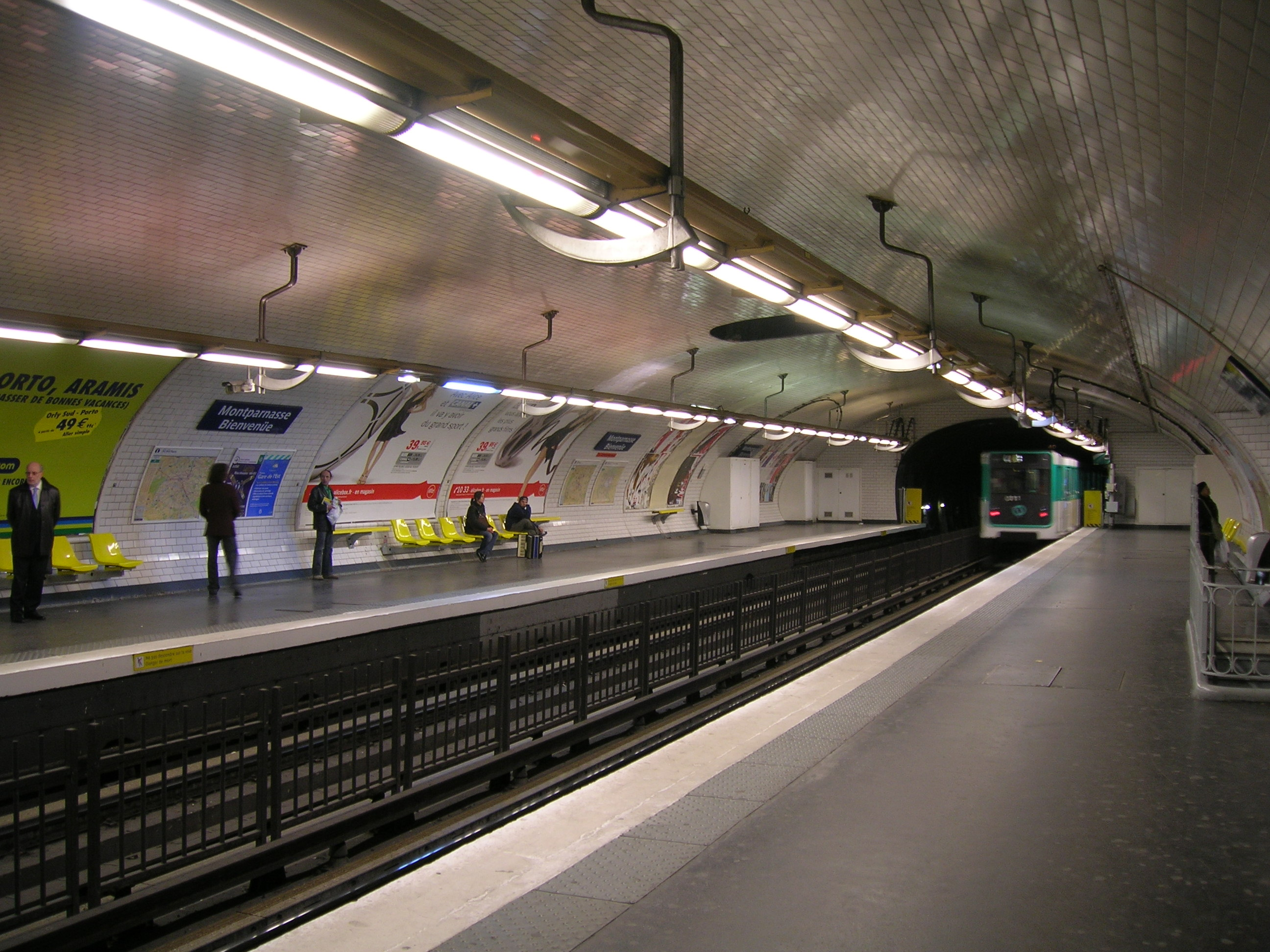
Banchina della linea 4
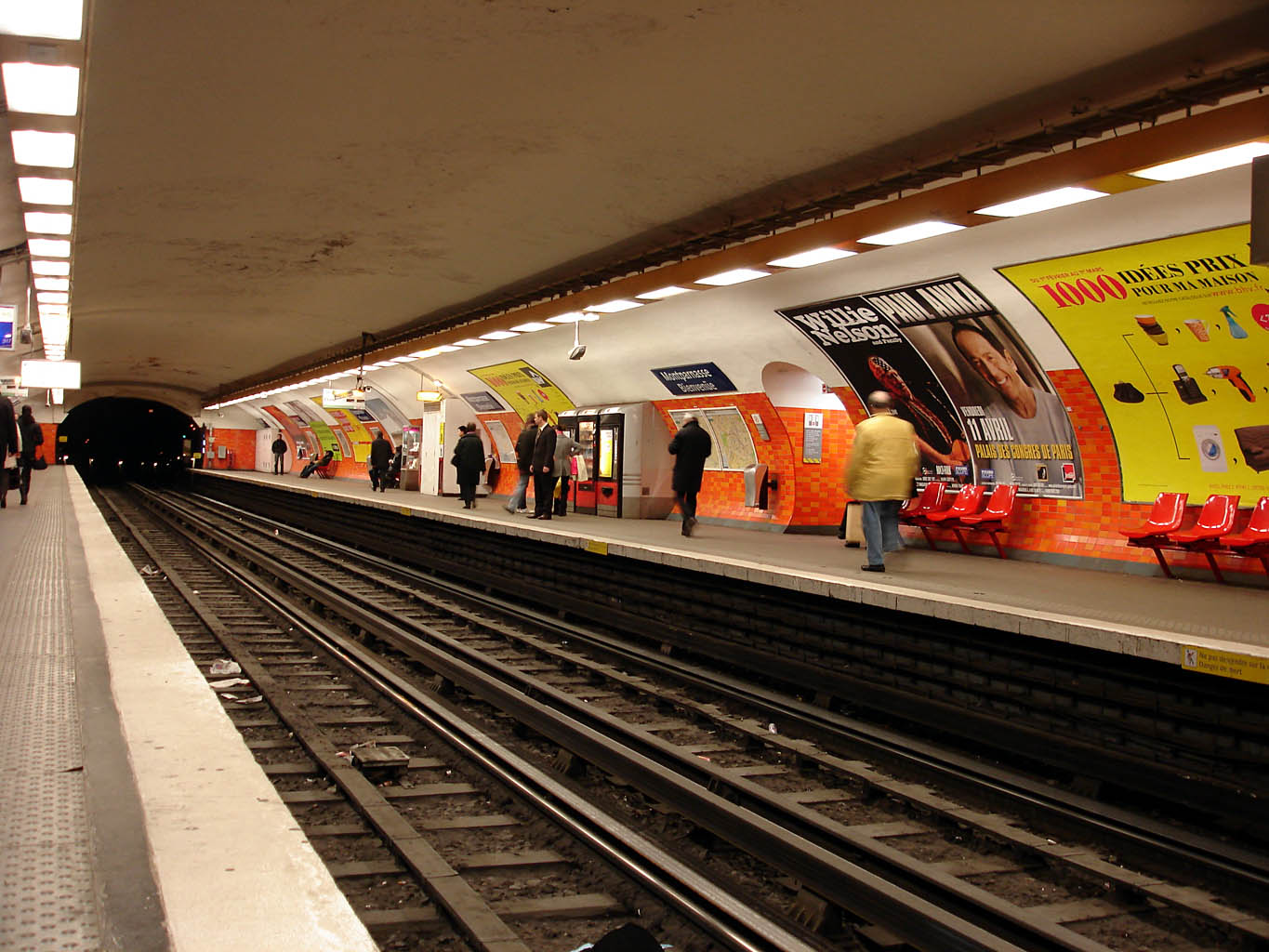
Banchina della linea 6
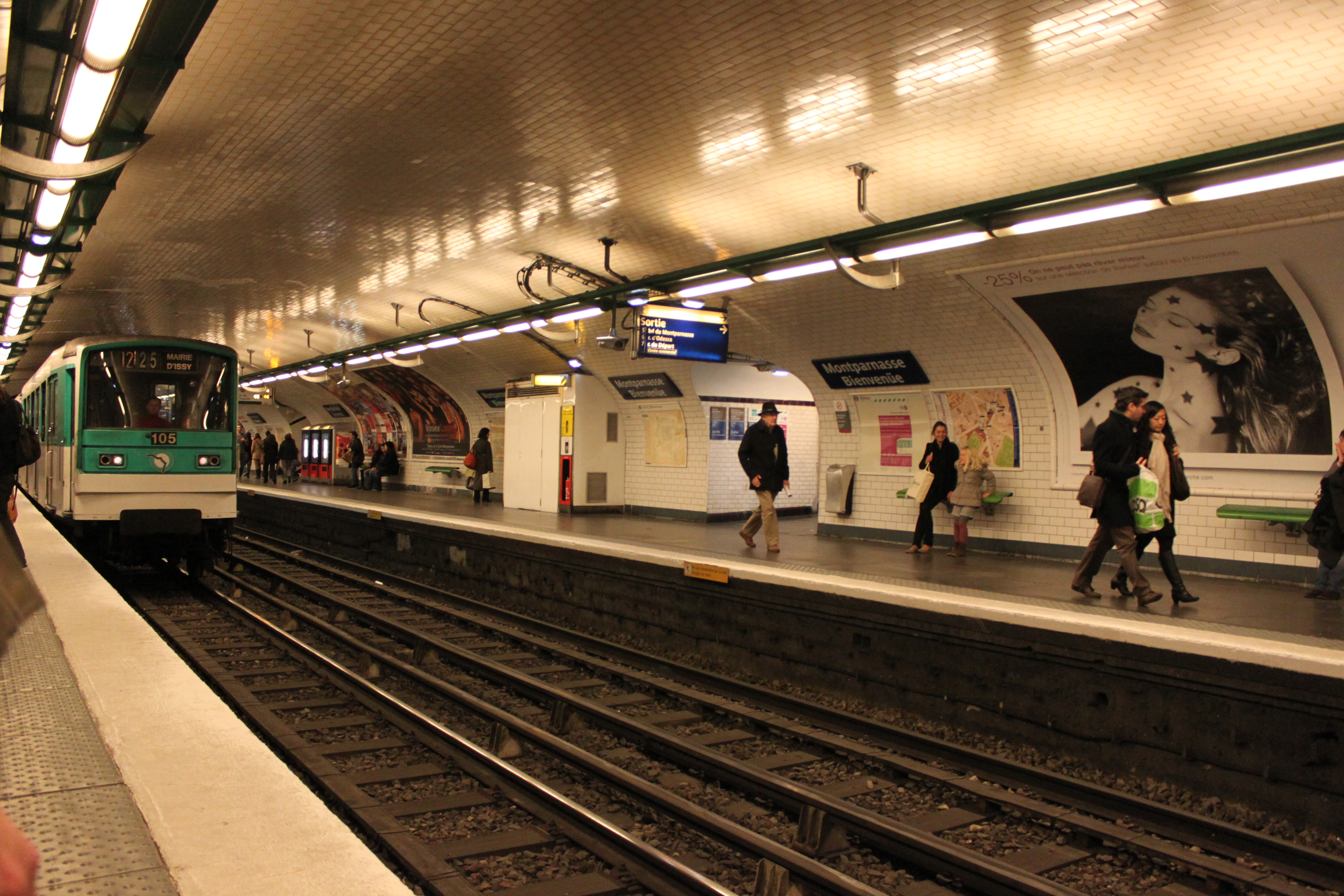
Banchina della linea 12
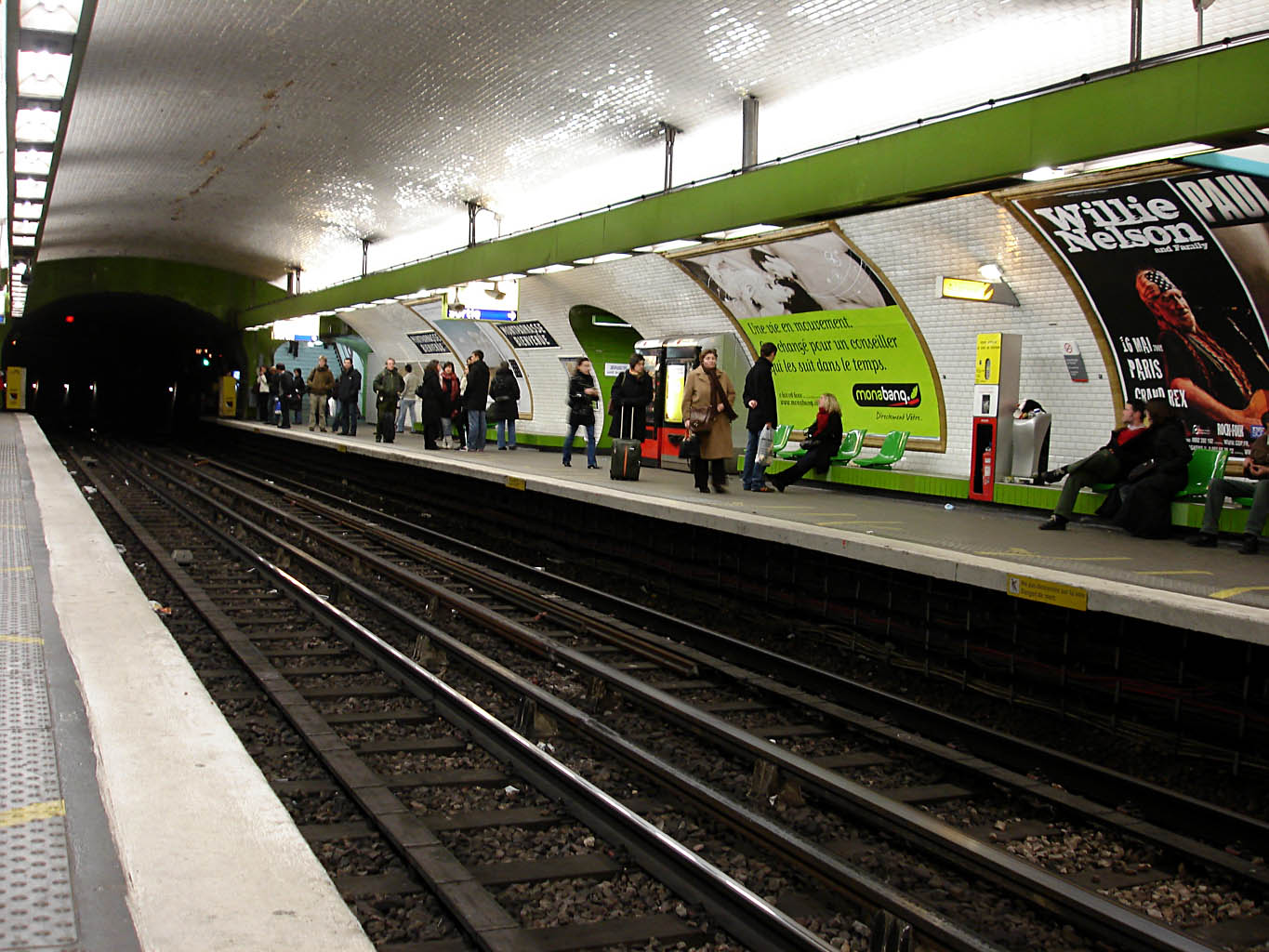
Banchina della linea 13